# Онорато, Карлос
Карлос Онорато (исп. Carlos Eduardo Honorato; род. 9 ноября 1974, Сан-Паулу) — бразильский дзюдоист, победитель Панамериканских чемпионатов, бронзовый призёр Панамериканских игр и чемпионата мира, серебряный призёр летних Олимпийских игр 2000 года в Сиднее, участник двух Олимпиад.

## Биография
Выступал в средней (до 86-90 кг) и полутяжёлой (до 100 кг) весовых категориях. 6-кратный победитель Панамериканских чемпионатов. В 2003 году стал бронзовым призёром Панамериканских игр и чемпионата мира.
На летней Олимпиаде 2000 года в Сиднее Онорато на пути к финалу победил индонезийца Крисна Баю, испанца Фернандо Гонсалеса, японца Хидэхико Ёсида и француза Фредерика Демонфокона. В финале бразилец уступил голландцу Марку Хёйзинге и завоевал серебро Олимпиады.
На следующей Олимпиаде в Афинах Онорато победил алжирца Халеда Меддаха и монгола Цендаюшиина Очирбата, но проиграл британцу Уинстону Гордону. В утешительной схватке бразилец потерпел поражение от австралийца Дэниела Келли и остался без олимпийской медали.